# Gentil Bittencourt
Gentil Augusto de Morais Bittencourt (Cametá, 22 de setembro de 1854 – Belém, 30 de março de 1942) foi um político e magistrado brasileiro.
Iniciou a carreira de magistrado em 1874, nomeado Promotor Público da cidade de Vigia. Em 1880 assumiu a promotoria da capital. Foi nomeado Juiz de Direito de casamentos em 1890, e no ano seguinte, em 20 de junho, foi nomeado desembargador.
Foi eleito vice-governador do estado do Pará em 7 de fevereiro de 1891, exercendo o cargo de governador de 7 de fevereiro até 25 de março de 1891. Assumiu o governo em substituição a Justo Chermont, que se afastou do Pará para exercer as funções de Ministro das Relações Exteriores. Gentil Bittencourt ocupou também interinamente a Intendência (prefeitura) de Belém nos anos de 1921 a 1923.